# Bradley Hudson-Odoi
Bradley Hudson-Odoi (Accra, 1988. november 29. –) ghánai labdarúgó. Testvére, Callum Hudson-Odoi angol válogatott játékos és a Chelsea csapatában szerepel.

## Pályafutása

### Klubcsapatokban
Hudson-Odoi az angol Fulham akadémiáján nevelkedett. A 2008-2009-es szezonban az angol Hereford United labdarúgója volt, majd kölcsönben alacsonyabb osztályú csapatokban futballozott. 2011 és 2012 között a magyar élvonalbeli Vasas SC játékosa volt, hat élvonalbeli mérkőzésen lépett pályára. 2012-ben visszatért Angliába. 2019-ben a Woking csapatától vonult vissza.

### Válogatott
2007-ben tagja volt a Touloni Ifjúsági Tornán szerepelt ghánai U21-es keretnek.